# Happy Meal
Een Happy Meal (vertaling naar Nederlands: Vrolijke maaltijd) is een maaltijd die bij de fastfoodketen McDonald's wordt verkocht, waarvan de verpakking, inhoud en hoeveelheid speciaal op kinderen is gericht. Als extraatje wordt een speeltje bijgesloten. Dit zit samen met het eten in een kartonnen doosje. Speeltjes zijn veelal gebaseerd op Disney en Mattel-producten en dienen meestal als promotie voor nieuwe films. De doos is vormgegeven met afbeeldingen omtrent de speeltjes die op dat moment in de doos kunnen zitten en suggereert dat ze te gebruiken is als bouwplaat.

## Trivia
- In Australië kun je onder de naam "Pasta Zoo" pasta krijgen bij een Happy Meal.
- De Belgische fastfoodketen Quick heeft een eigen variant op de Happy Meal, Magic Box genaamd.
- De Amerikaanse fastfoodketen Burger King kent het vergelijkbare King Jr. Meal